# Formazione dei Riot
Quella che segue è la lista di tutti i componenti del gruppo musicale Riot, dagli esordi fino alla morte del fondatore e unico membro originale Mark Reale.

## Formazione

### Ultima
- Todd Michael Hall - voce
- Mike Flyntz - chitarra
- Nick Lee – chitarra
- Don Van Stavern - basso
- Frank Gilchriest – batteria

### Ex componenti
- Guy Speranza - voce (1975 - 1981)
- Rhett Forrester - voce (1981 - 1984, 1986)
- Harry Conklin - voce (1986)
- Mike DiMeo - voce (1992 - 2004)
- Louie Kouvaris - chitarra (1976 - 1978)
- Rick Ventura - chitarra (1978 - 1984)
- Phil Feit - basso  (1975 - 1976)
- Jimmy Iommi - basso  (1976 - 1980)
- Kip Lemming - basso  (1980 - 1984)
- Pete Perez - basso  (1990 - 2007)
- Peter Bitelli - batteria (1975 - 1980)
- Sandy Slavin - batteria (1980 - 1984, 1986)
- Mark Edwards - batteria (1986 - 1987)
- John Macaluso - batteria (1991 - 1997)
- Pat Magrath - batteria (1999 - 2002)
- Bobby Rondinelli - batteria (2002 - 2003)
- Frank Gilchriest - batteria (2003 - 2007)
- Tony Moore - voce (1986 - 1992, 2008 - 2012)
- Mark Reale - chitarra (1975 - 1984, 1986 - 2012)
- Bobby Jarzombek - batteria (1987 - 1995, 1997 - 1999, 2008 - 2012)